# ウスバスミレ
ウスバスミレ（薄葉菫、学名：Viola blandiformis）はスミレ科スミレ属の多年草。
小さな白い花がつく繊細なスミレ。

## 特徴
無茎の種。高さは5-8cmになる。地下茎は長さ2-3cmで、太く短く、やや肥厚する。節間は短く、節には古い葉柄が残存し、その先は細長い地下匐枝に続く。根出葉は3-4個つき、開花の前に展開する。葉身は薄いが硬い感じの膜質、腎円形で、長さ1-2.5(-4)cm、幅1.5-3cm、先は円頭、基部は深い心形、縁には低平でまばらな鋸歯があり、鋸歯は立体的に上下が多少重なり合う。葉の表面は緑色で、両面ともに無毛。葉柄は長さ2-5(-10)cmになる。
花期は6-7月。展開した葉間から長さ4-6cmになる花柄を伸ばし花をつける。花は径1-1.5cm、白色で、紫色の条が入る。花弁は長さ8-10mm、円みを帯び、上弁は反り返り、側弁の基部は無毛まれに有毛、唇弁には紫色の条が入る。唇弁の距は短く、長さ約2cm。萼片は狭卵形で、その後部の付属体は全縁。雄蕊は5個あり、花柱はカマキリの頭形になり、上部の両翼が左右にごく短く張り出す。染色体数は2n=24。

## 分布と生育環境
日本固有種。北海道および本州の中部地方以北に分布し、亜高山帯針葉樹林の林下の湿ったコケむす場所に生育する。湿った岩の上や倒木のコケの上に生えることもある。

## チシマウスバスミレとの違い
本種は、スミレ属ウスバスミレ節 Sect. Plagiostiostigmaで近縁のチシマウスバスミレ Viola hultenii W.Beckerによく似る。本種を基本種、チシマウスバスミレをその変種とされたこともあるが、現在はそれぞれ独立種とされている。
本種は、葉の両面に毛は無いが、チシマウスバスミレは、葉の縁や表面に毛があり、ときに裏面にも生えることがある。また、本種の鋸歯はその上下が重なりあうが、チシマウスバスミレはやや粗い低平な鋸歯となり、重なり合うことがない。さらに本種は、亜高山帯針葉樹林の林下の湿ったコケむす場所に生育するが、チシマウスバスミレは、山地帯から亜高山帯の湿原のミズゴケの生える場所と生育環境が異なる。

## 他の近縁種
本種に近縁で、よく似る、北アメリカ大陸に分布するアメリカウスバスミレ V. blanda Willd. がある。同種の染色体数は2n=44, 48である。また、北東アジアに分布するコウアンマルバスミレ V. brachyceras Turcz. が近縁である。

## 名前の由来
和名のウスバスミレは「薄葉菫」の意。牧野富太郎 (1905) による命名であるが、牧野は、女峰山・信濃の駒ヶ岳・五葉山・早池峰山産の標本をもとに、「日本新産」として、現在のアメリカウスバスミレ V. blanda Willd. を記載し、和名を Usuba-sumire としたもの。菊池正雄 (1954) は、「牧野先生の用いられた V. blanda は，今日のウスバスミレとチシマウスバスミレの両種を含めた内容をもったものと見なければならない。」としている。
種小名（種形容語）blandiformis は、「可愛い葉の」の意味。

## ギャラリー

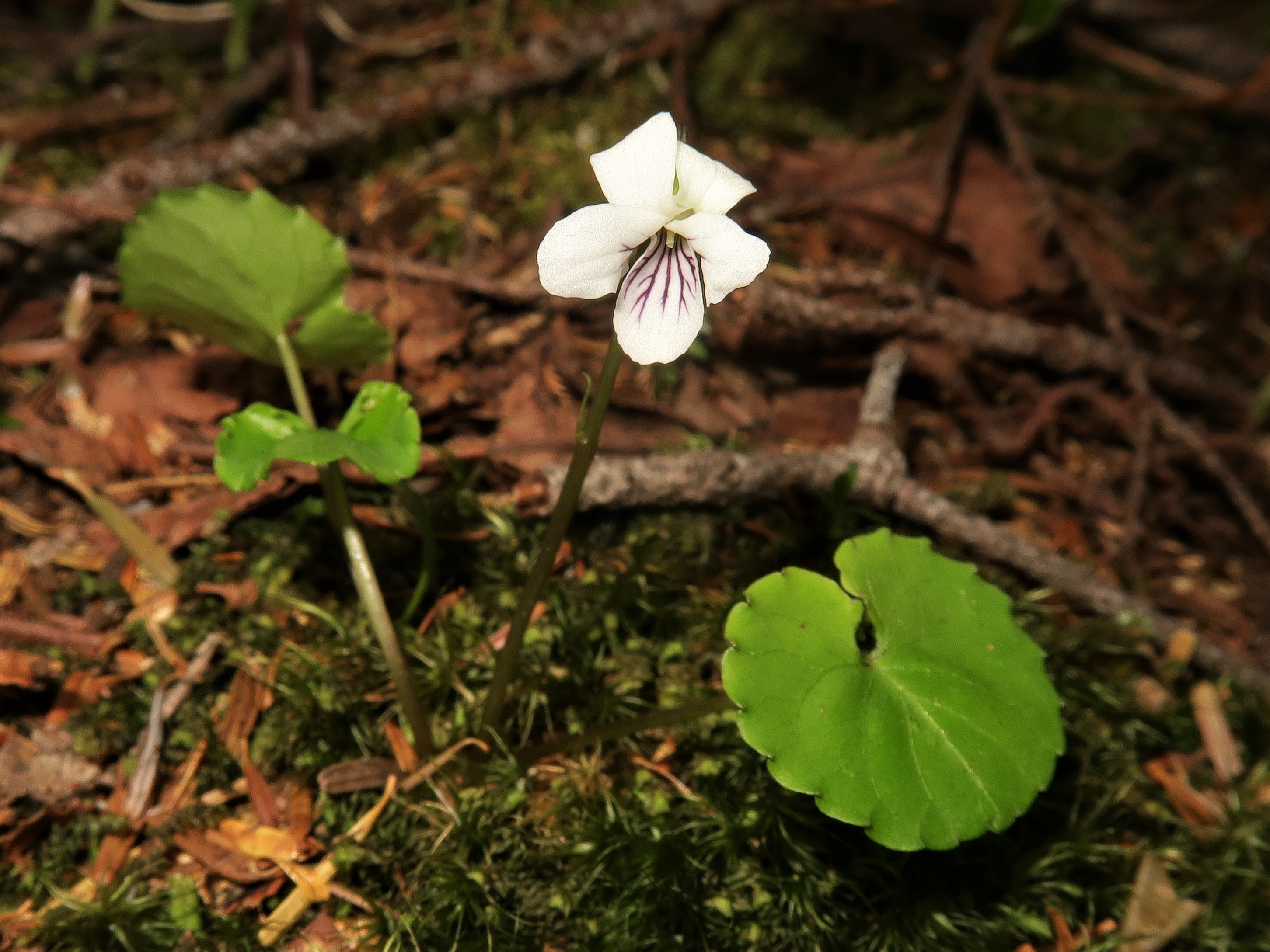
上弁は反り返り、側弁の基部は無毛、唇弁に紫色の条が入る。
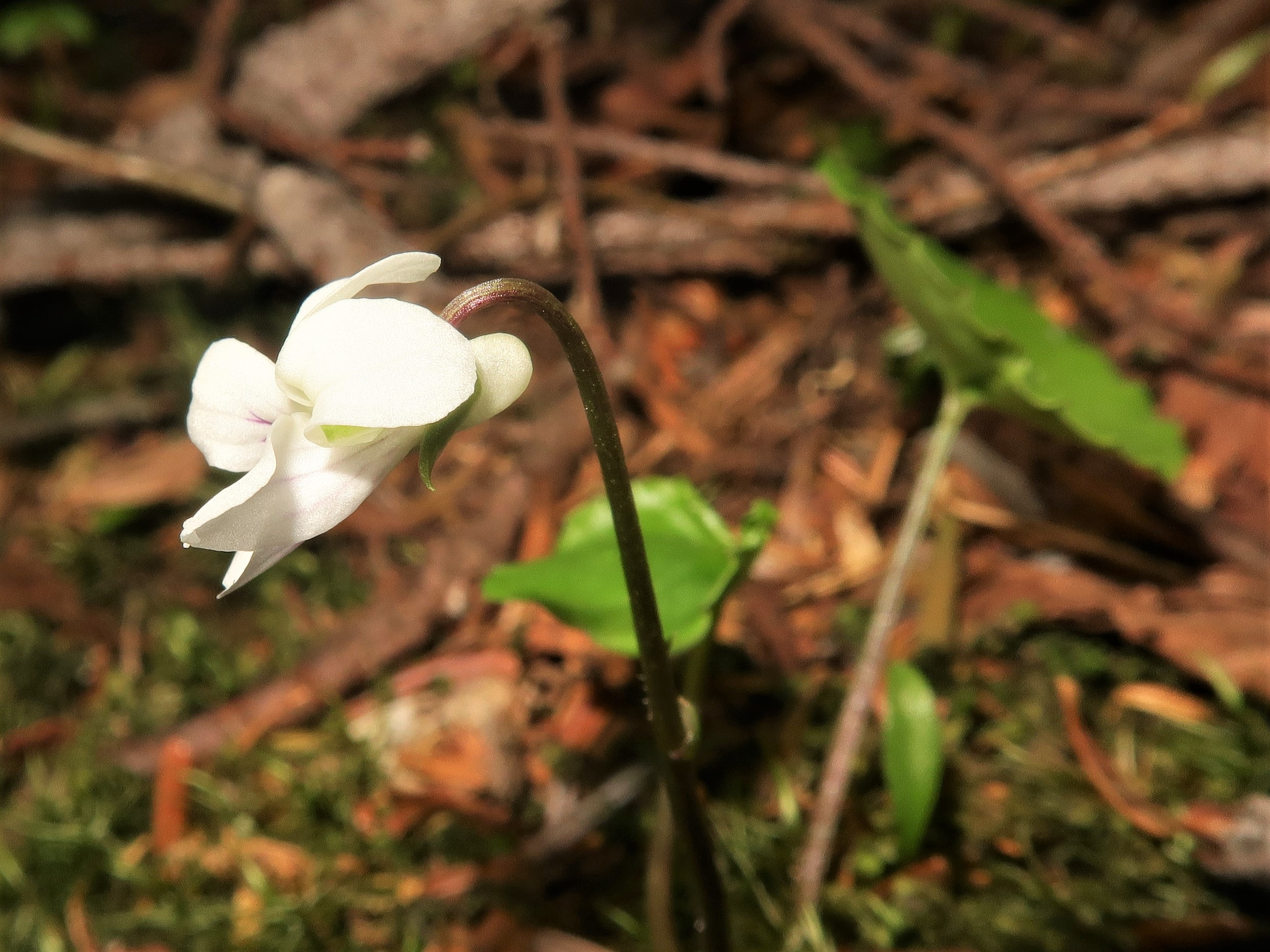
花弁は円みを帯びる。距は短い。
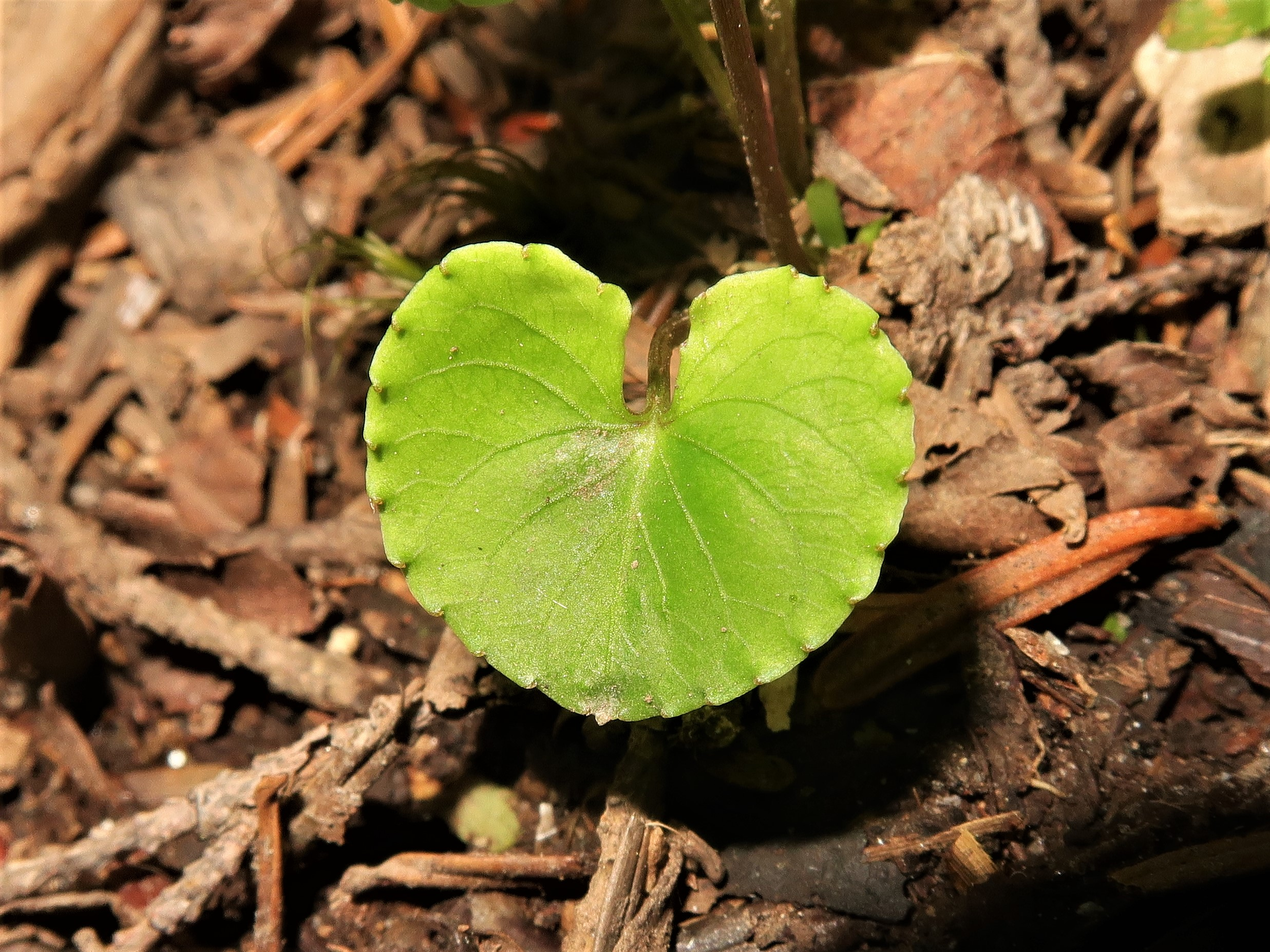
葉の縁には低平な鋸歯があり、鋸歯は立体的に上下が多少重なり合う。葉の両面は無毛。
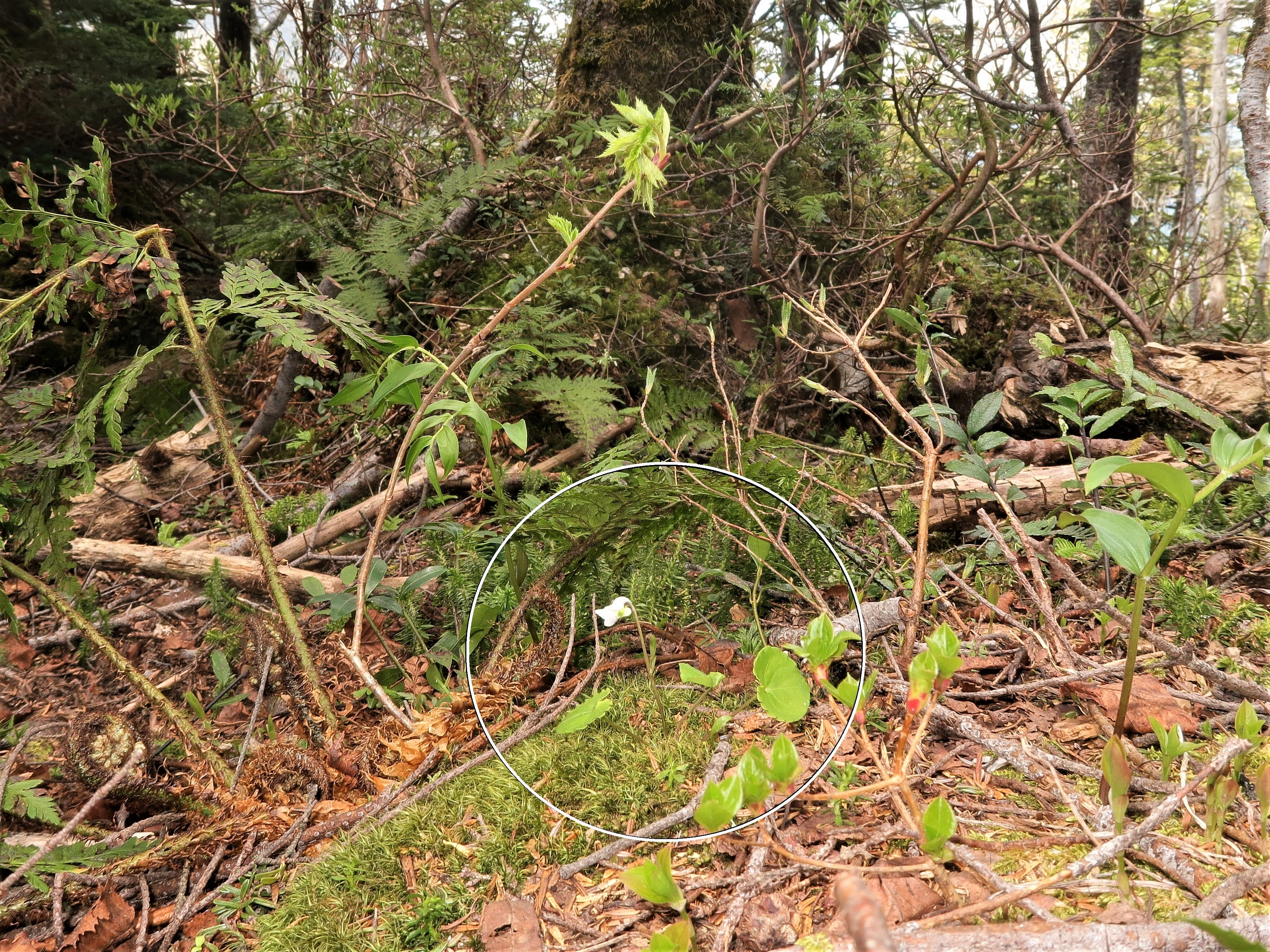
亜高山帯針葉樹林の林下の湿ったコケむす場所に生育する。